# Fiji nos Jogos Olímpicos de Verão de 1976
Fiji competiu nos Jogos Olímpicos de Verão de 1976 em Montreal, Canadá.

## Resultados por Evento

### Atletismo
Salto em distância masculino
- Anthony Moore
  - Classificatória — 6,81 m (→ não avançou)